# Jonas Colstrup
Jonas Colstrup (født 27. august 1979) er en dansk musiker og komponist uddannet fra Rytmisk Musikkonservatorium i København 2005.
Jonas Colstrup vandt i 2012 en pris ved Prague One World Film Festival for musikken til dokumentarfilmen Byen ved verdens ende, som han skrev i samarbejde med Bobby Hess og Max de Wardener. I 2017 udkom Jonas Colstrups første soloalbum Between Sound and Silence.

## Diskografi
Album
- Between Sound and Silence (eget selskab, 2017)

Soundtracks
- The Circus Dynasty (2014)
- Rent a Family Inc. (2013)

Spillefilm
- I blodet (2016)

TV-serier
- Storm starter i skole (2015)
- Til døden os skiller (2015) (dokumentarserie i 3 dele)
- På røven i Nakskov (2015)
- Independent Lens (2012) (en episode)
- Operation X (2011) (17 episoder)

Dokumentarer
- Cannabismanden fra Holbæk (2016)
- Naturens uorden (2015)
- Home Sweet Home (2015)
- Slottet (2014)
- Cirkusdynastiet (2014)
- Blodets Bånd (2013
- Drengelejren (2013)
- Mig Thai (2013)
- Drømmen om en familie (2013)
- Lej en familie A/S (2012)
- Et forbandet år (2012)
- Byen ved verdens ende (2011)
- Den tid vi har (2011)
- Testamentet (2011)
- Dømt for terror (2010)
- Min fætter er pirat (2010)
- Side om side (2009)
- Doxwise 2 (2009)
- Love (2007)

Kortfilm
- Våbenbrødre (2014)
- Brainy (2011)
- Manden der arbejdede på et spejl (2011)
- Berik (2010)
- Behaviour (2009)